# Odontodactylus scyllarus
La canocchia pavone (Odontodactylus scyllarus [Linnaeus, 1758]), conosciuta anche come gambero mantide, mantide pavone, mantide dipinta o mantide Arlecchino, è un crostaceo d'acqua salata appartenente alla famiglia Odontodactylidae.

## Descrizione
Di dimensioni variabili, dai 3 ai 18 cm, questa "canocchia" ha la caratteristica di essere multicolore, avendo solitamente un colore principalmente verde, zampe color arancio a macchie di leopardo, come anche sul carapace anteriore.
La loro capacità di vedere la luce polarizzata circolarmente ha portato a studi per determinare se i meccanismi con cui i loro occhi operano possono essere replicati per l'uso nella lettura di CD e dispositivi ottici di memorizzazione di informazioni analogiche.
Nel commercio di acquari marini, è apprezzato per la sua bellezza, ma considerato da altri come pericoloso parassita.

## Ecologia
La canocchia pavone è uno scavatore, che costruisce fori a forma di U nel substrato allentato vicino alle basi delle barriere coralline in acque che vanno da 3 a 40 metri di profondità.
Come tutti gli stomatopodi, anche la canocchia pavone è un carnivoro, in particolare è un frantumatore (in inglese smasher) con appendici a forma di clava. Cacciatore attivo, preferisce gasteropodi, crostacei e bivalvi, che uccide dopo averne ripetutamente colpito la corazza ed avere ottenuto l'accesso alle loro parti molli. Si ritiene che i colpi inferti dalla canocchia pavone vadano oltre gli 80 km/h, che ne fa l'animale dal colpo più veloce al mondo. L'accelerazione è simile a quella di un'arma da fuoco. Inoltre, la superficie delle appendici è costituita da idrossiapatite estremamente densa e stratificata in modo da essere particolarmente resistente alla rottura. Sono in corso studi sulla composizione di questo strato per verificarne il possibile ottenimento per sintesi e suoi eventuali usi ingegneristici.

## Distribuzione e habitat
Questo crostaceo stomatopode è presente nella regione Indo-Pacifica, da Guam all'Africa orientale; vive nelle scogliere coralline, in acque profonde da poche decine di centimetri ad una cinquantina di metri.

## Acquariofilia
Alcuni appassionati tengono in cattività in acqua salata questo crostaceo che, data la sua colorazione particolarmente vivace, è molto ricercato.
Mentre però alcuni di essi esaltano la canocchia pavone, altri tendono ad evitarla dato che questi animali sono predatori voracissimi e possono mangiare praticamente ogni altro abitante dell'acquario. Alcuni esemplari particolarmente grandi arrivano addirittura a rompere il vetro colpendolo con le loro resistentissime e velocissime appendici e possono anche danneggiare la roccia viva, che spesso è considerato un valore aggiunto anche dal punto di vista monetario per un acquario data anche la sua collezionabilità, per scavarvi dentro una tana.
Una volta stabilitisi all'interno dell'acquario, poi, gli esemplari sono molto difficili da ricatturare, ed è anche da notare il fatto che se è vero che gli stomatopodi non si cibano di corallo, i frantumatori come la canocchia pavone possono romperlo per poterlo poi utilizzare come tana.

## Galleria d'immagini

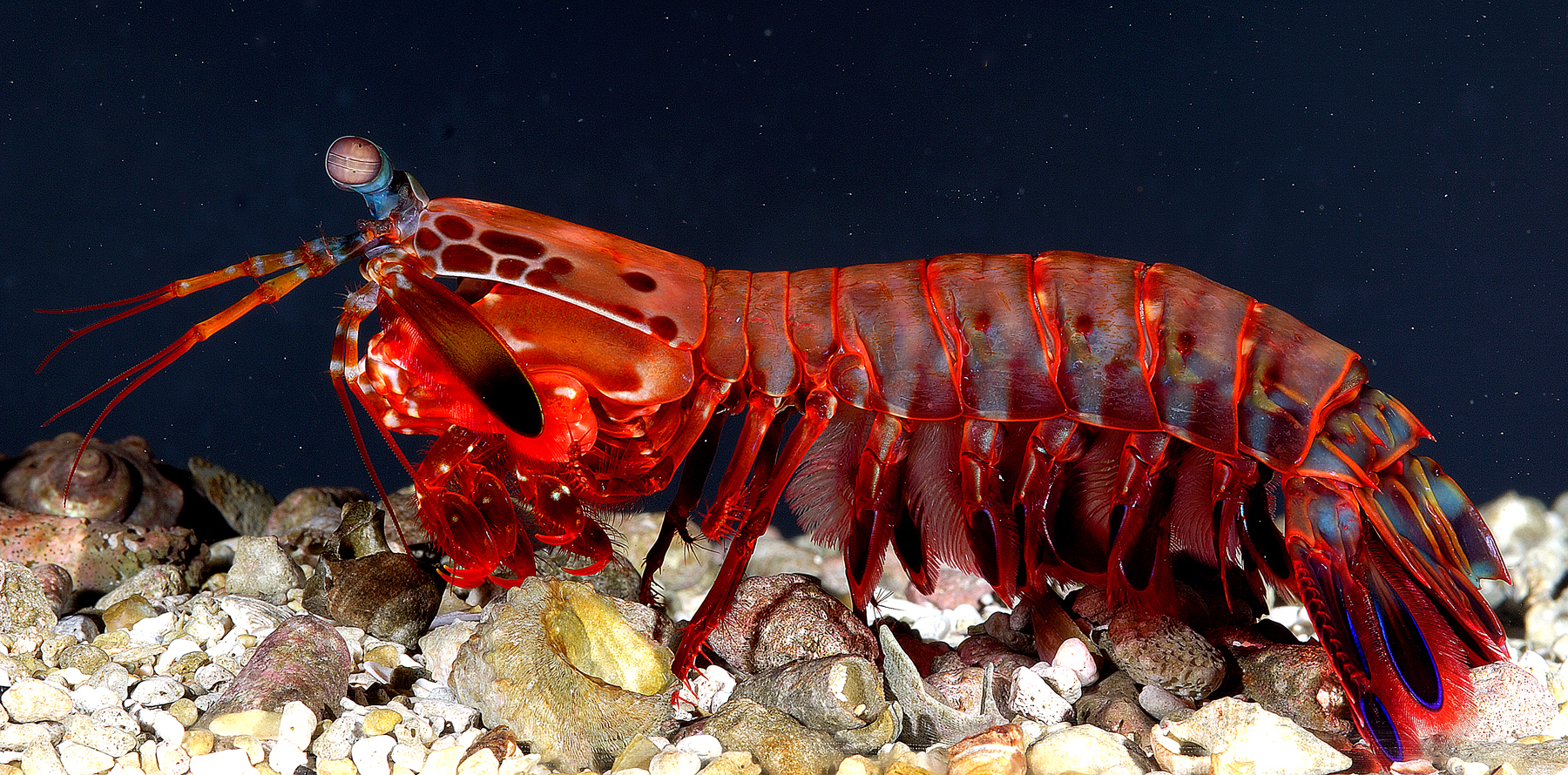
Vista laterale, O. scyllarus
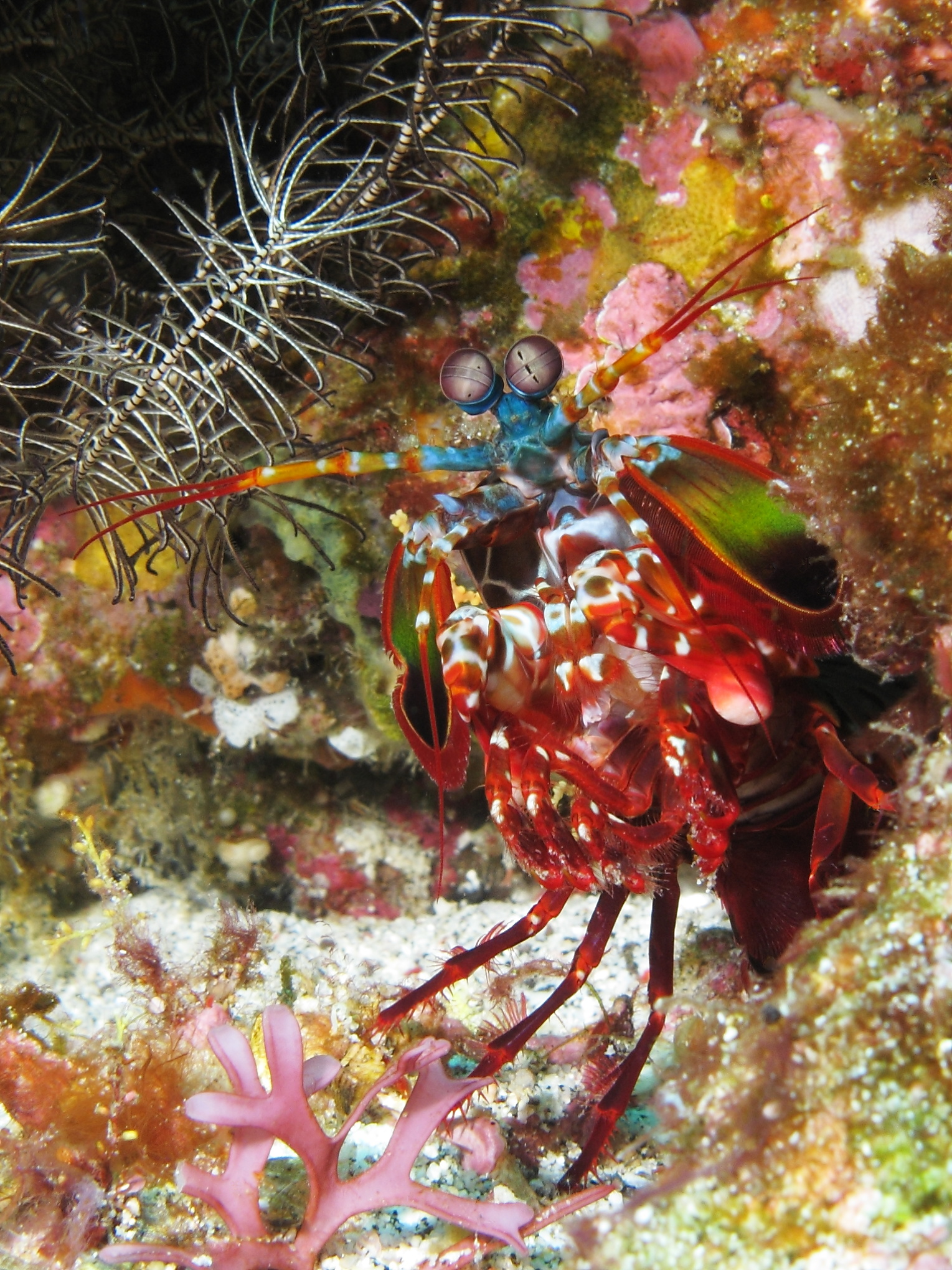
Vista frontale O. scyllarus
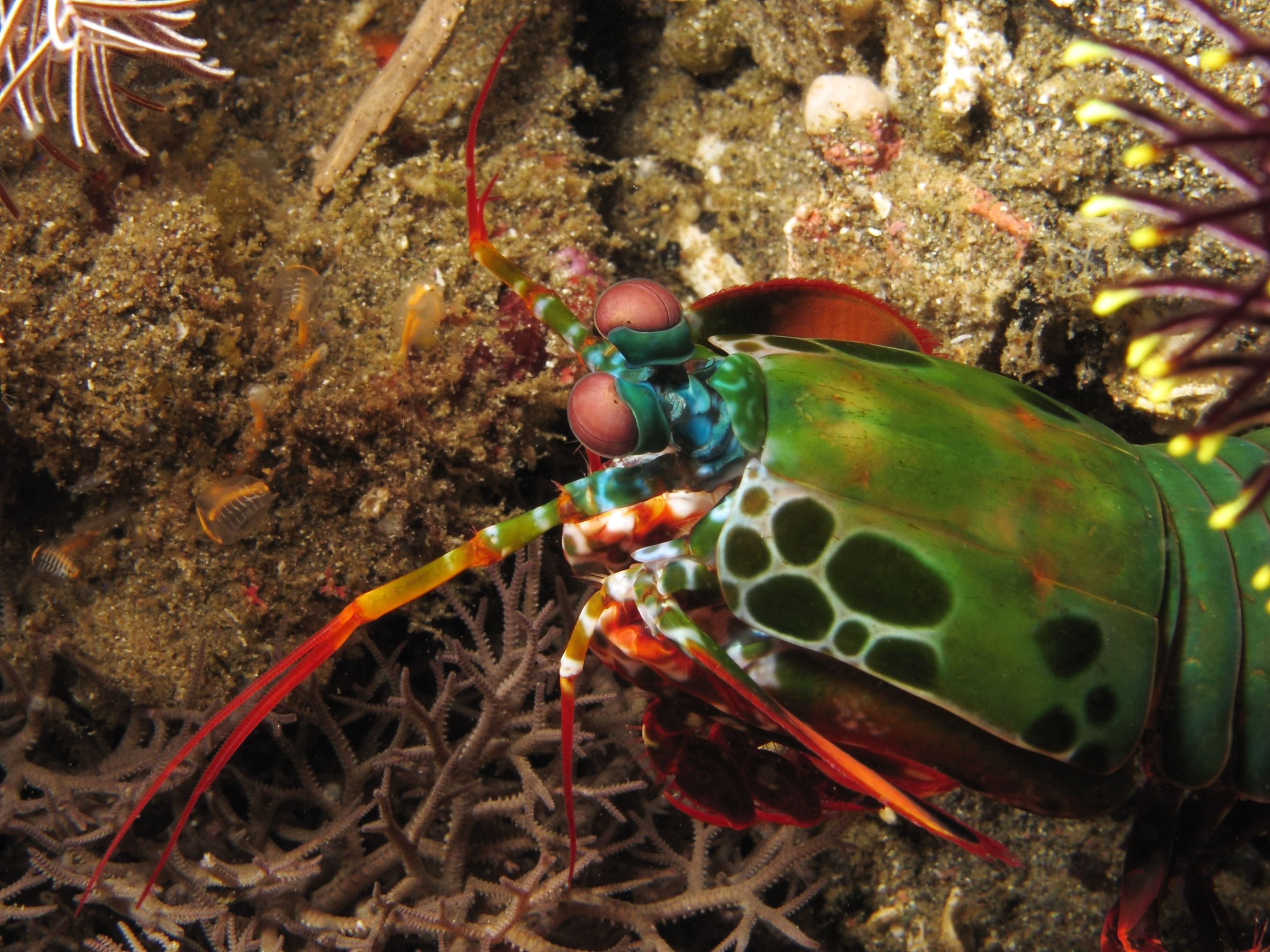
Vista dorsale O. scyllarus
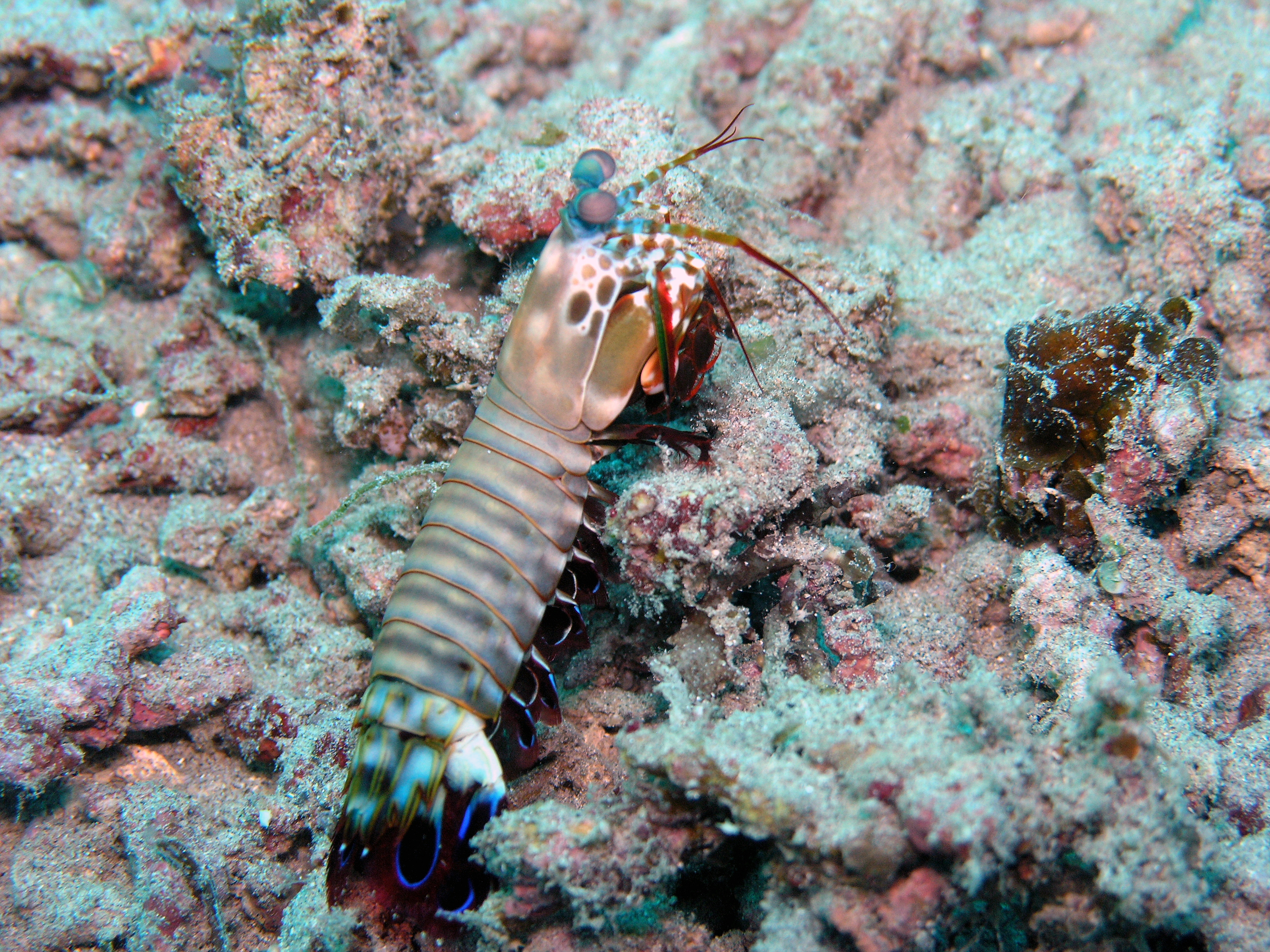
Odontodactylus scyllarus
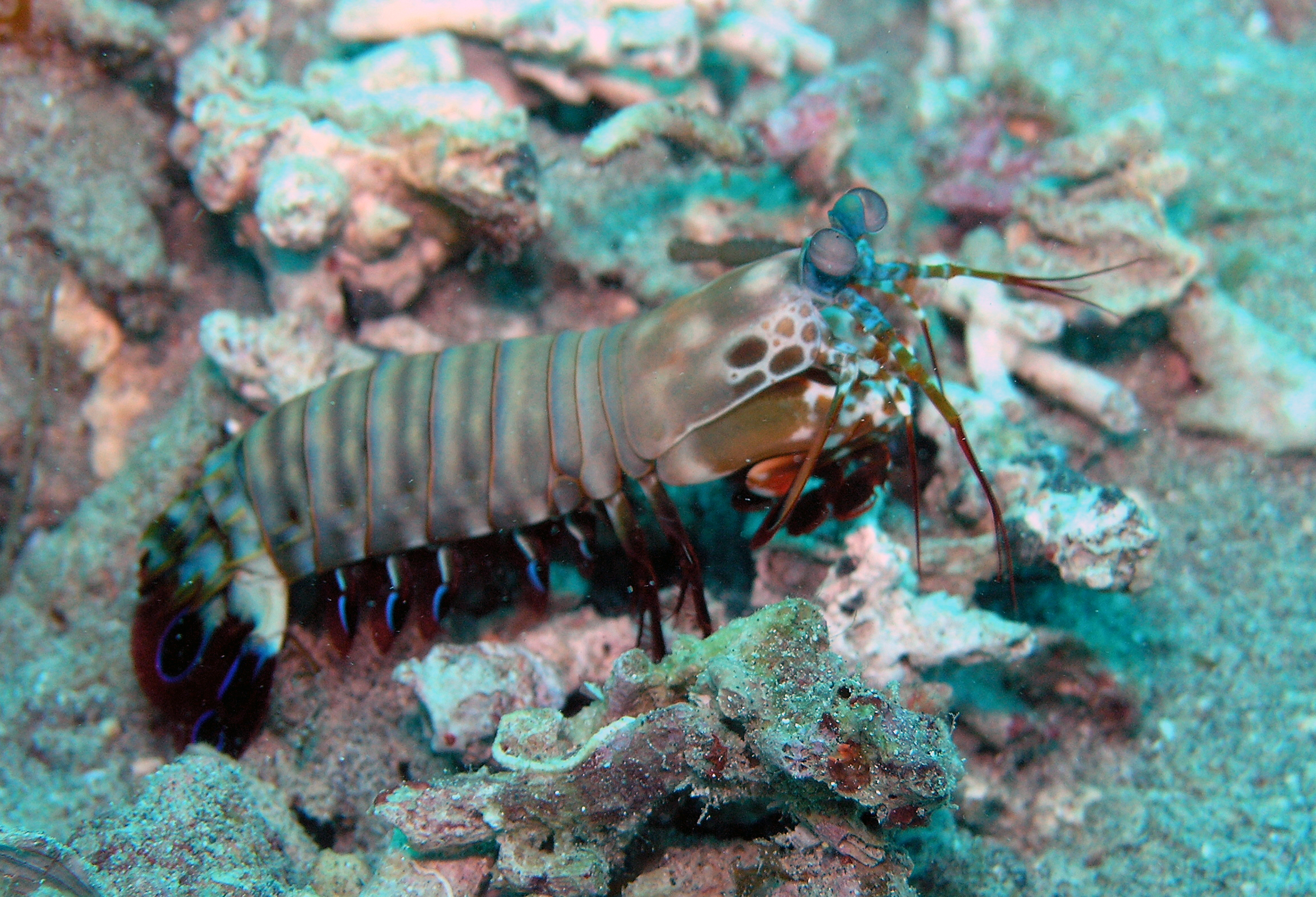
Odontodactylus scyllarus
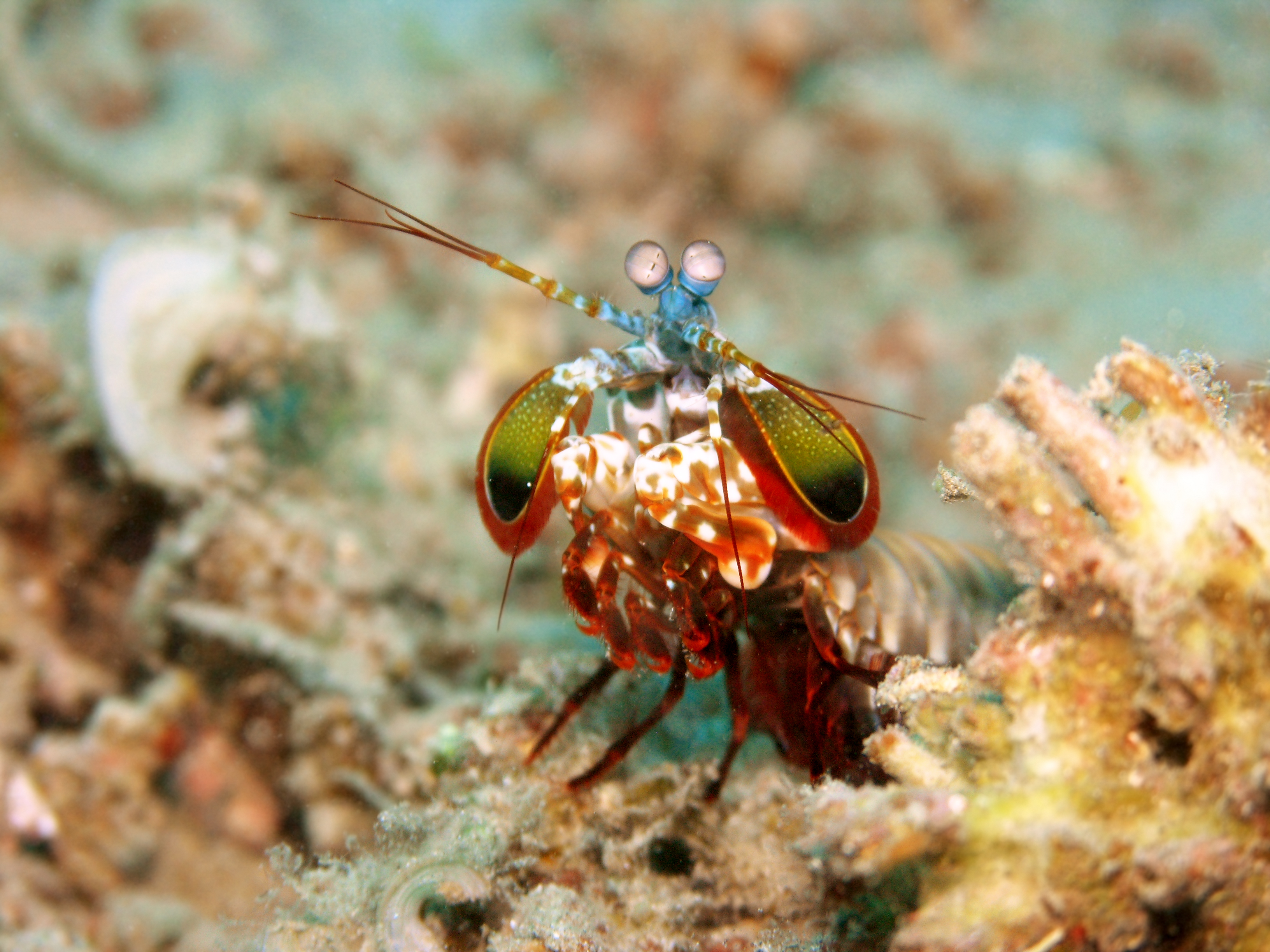